# St. Hubertus (Mardorf)

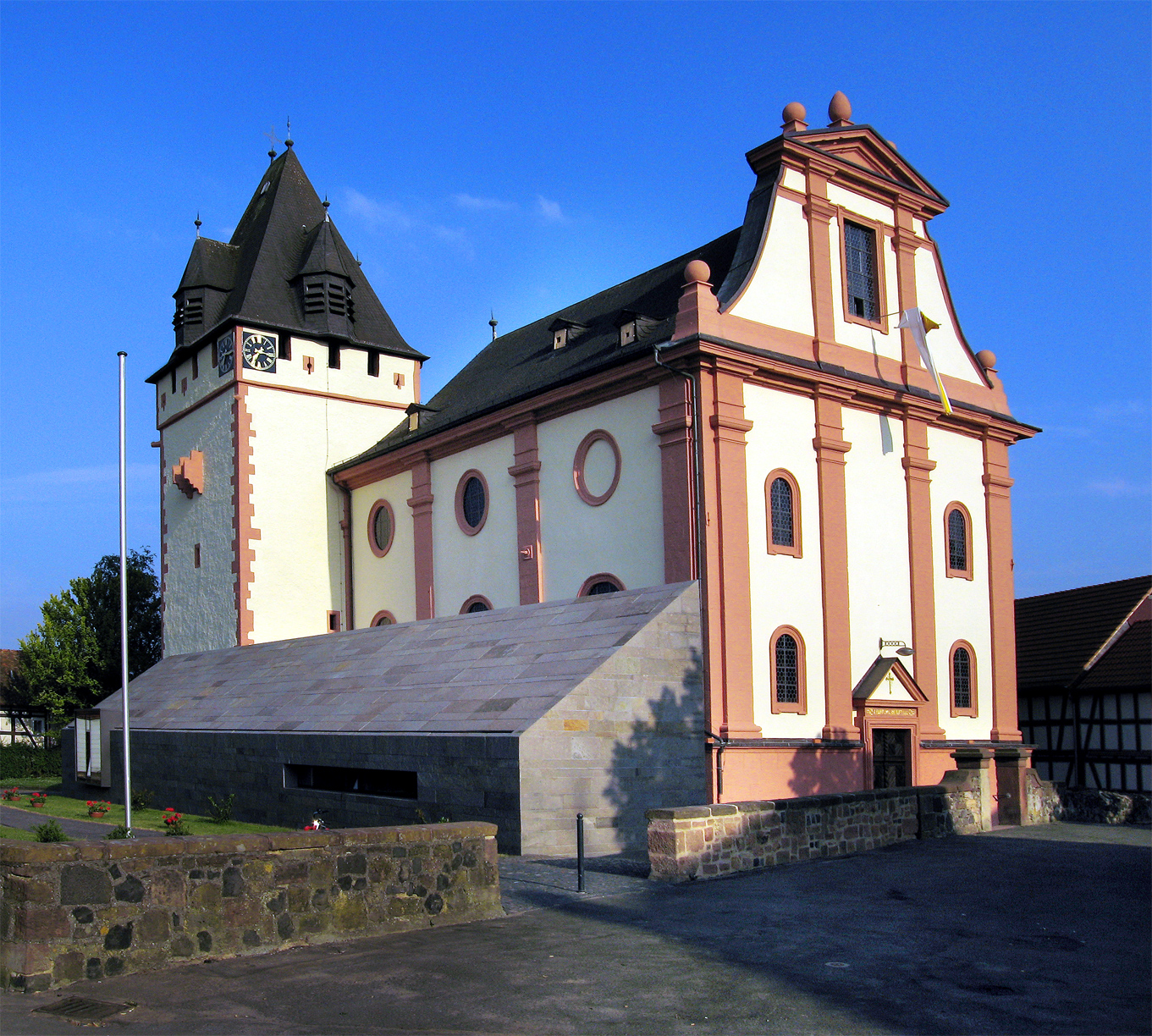
St. Hubertus in Mardorf

Die römisch-katholische Filialkirche St. Hubertus ist ein denkmalgeschütztes Kirchengebäude in Mardorf, einem Stadtteil von Amöneburg im Landkreis Marburg-Biedenkopf. Die Kirchengemeinde gehört zum Pastoralverbund St. Bonifatius Amöneburg im Dekanat Marburg-Amöneburg des Bistums Fulda.

## Beschreibung
An Stelle der heutigen Kirche stand eine erstmals im Jahre 1266 erwähnte Wehrkirche, die bis auf ihren Turm 1713 abgerissen wurde, um den Grundstein für einen Neubau zu legen. Der Entwurf der barocken Saalkirche wird Simon Louis du Ry zugeschrieben. Am 27. September 1726 wurde die Kirche eingeweiht. An das Kirchenschiff schließt sich im Osten ein eingezogener Chor mit dreiseitigem Abschluss an. An der Nordseite des Chors steht der ehemalige Chorturm der Wehrkirche. Sein leicht vorkragendes oberstes Geschoss hat Zinnen und Schießscharten. Das steile Walmdach erhielt er am Anfang des 16. Jahrhunderts. Die polygonalen Erker in der Mitte jeder Seite dienen als Klangarkaden. In dem dahinter liegenden Glockenstuhl hängen sechs Kirchenglocken. Die Längswände des Kirchenschiffs sind durch Pilaster gegliedert, zwischen denen sich unten Bogenfenster und oben Ochsenaugen befinden. Die Fassade im Westen, in der sich auch das von einer Ädikula gerahmte Portal befindet, ist ebenfalls durch Pilaster gegliedert. Das Innere des Kirchenschiffs ist mit einem Tonnengewölbe, das des Chors mit einem Kreuzgratgewölbe, das Erdgeschoss des Turms, das jetzt die Sakristei beherbergt, mit einem Kreuzrippengewölbe überspannt. Der 1736–1737 von Johann Christoph Jagemann ausgeführte mehrstöckige Hochaltar aus Stuckmarmor nimmt die ganze Ostwand des Chors in Höhe und Breite ein. Der Nebenaltar auf der Evangelienseite wurde dem heiligen Cyriacus und der Nebenaltar auf der Epistelseite der heiligen Katharina geweiht.
2004–2005 wurde an die Nordwand des Kirchenschiffs ein Anbau angefügt, in dem über die Lebensgeschichte von Eduard Schick informiert wird.